# Estación Colico
Colico es una antigua estación que se ubica en la comuna chilena de Curanilahue y formó parte de FC Particular a Curanilahue, que pasó a manos de los  Ferrocarriles del Estado en la década de 1950. Actualmente forma parte del subramal Concepción-Curanilahue, pero la estación y este tramo ya no existen.